# Парореактивная лодка

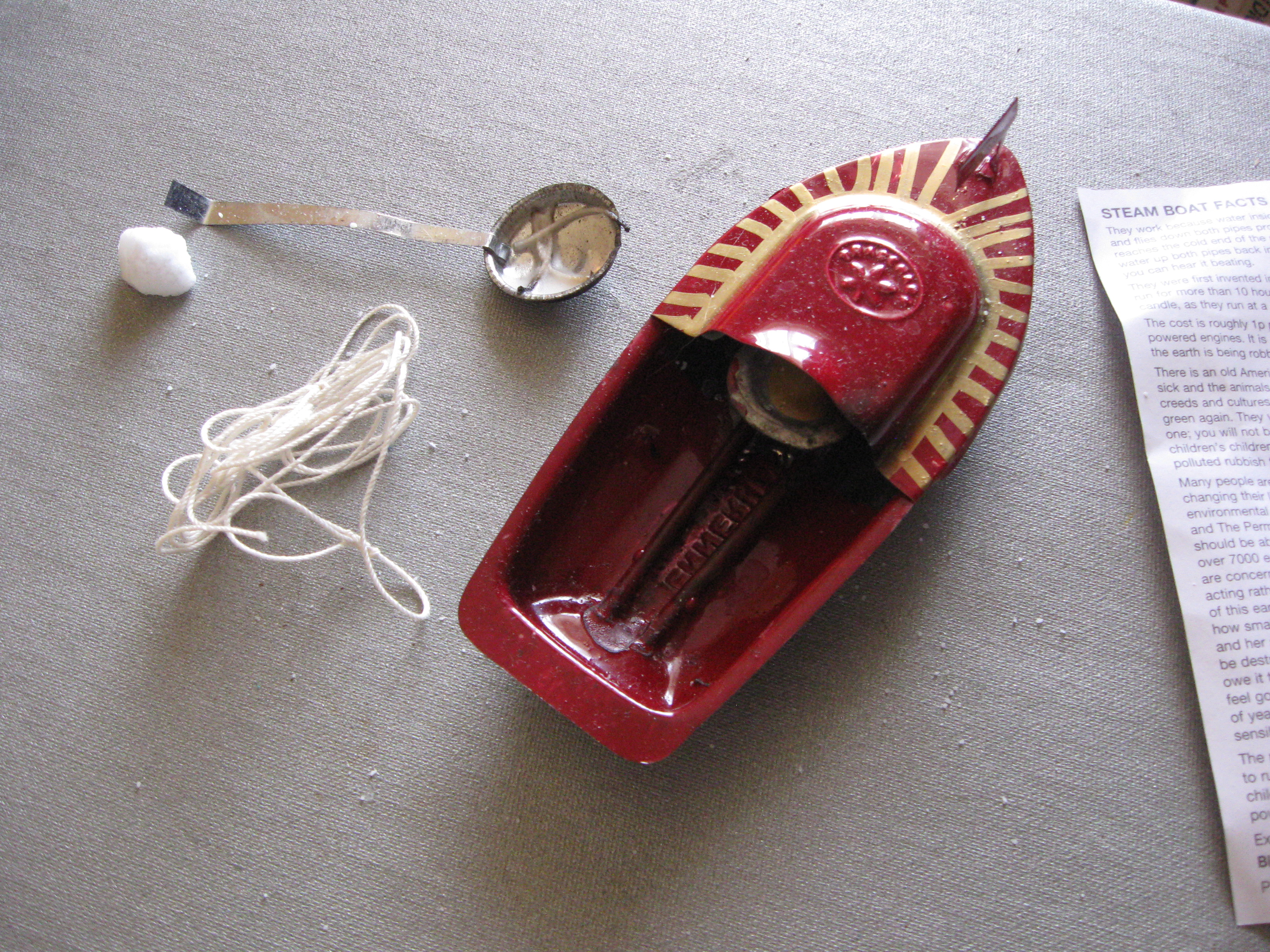
Один из вариантов парореактивной лодки; видна горелка на парафине и запас фитиля

Парореактивная лодочка, также хлоп-хлоп-лодочка, лодка-пыхтелка — игрушка, изобретённая в конце XIX века. Лодочка малоизвестна в бывшем СССР и не имеет устоявшегося названия; в Европе и Америке она называется «хлоп-хлоп» или «чих-пых» — pop-pop или putt-putt по-английски, pouet-pouet по-французски, Toc-toc или Puff-paff по-немецки.
Устройство игрушки простое: в жестяную лодочку впаян паровой котёл с двумя выхлопными трубами. Если заполнить котёл водой (удобно это сделать шприцем) и поставить под него зажжённую свечку или кусок сухого горючего, лодка поплывёт вперёд на реактивной тяге, издавая хлопающий звук.
Чтобы лодка работала, не обязательно выгонять из котла все пузыри воздуха — достаточно, чтобы трубы заполнились и немного воды попало в котёл.

## Устройство
Корпус делают из любого плавучего достаточно термостойкого материала — заводские обычно из жести, самодельные чаще деревянные.
Существуют три основных конструкции котла:
- жёсткий, сделанный из жести завальцовкой (пайка не годится — склонна к прогарам);
- плоский котёл с подвижной мембраной сверху, также сделанный из жести завальцовкой;
- котёл-змеевик, представляющий собой одно целое с выхлопными трубами — такой котёл чаще всего делают в самодельных лодках из-за простоты.

Из котла на корму лодки идёт одна или две выхлопных трубы. Лодка работает в обоих вариантах, но модель с двумя трубами удобнее заправлять водой. В самодельных лодках для герметизации корпуса подойдёт даже термоклей, задние концы труб достаточно холодные.
Свечка или горелка обычно располагается в своеобразной ложечке, для удобства разжигания и остановки.

## История

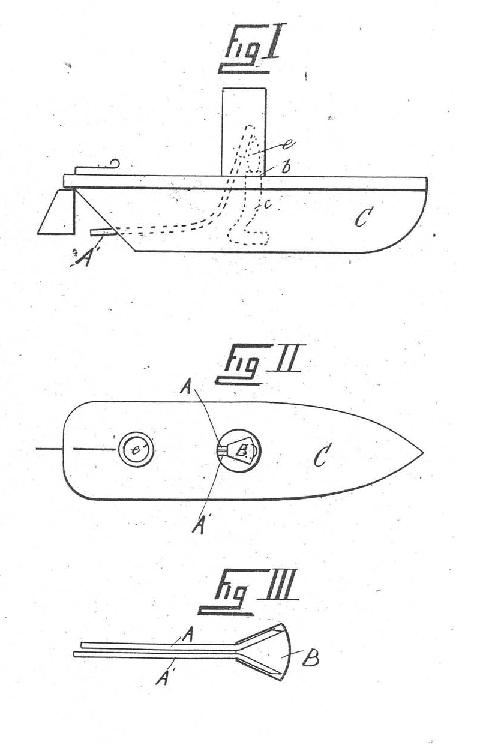
Жёсткий котёл из патента Тома́ Пио́, 1891

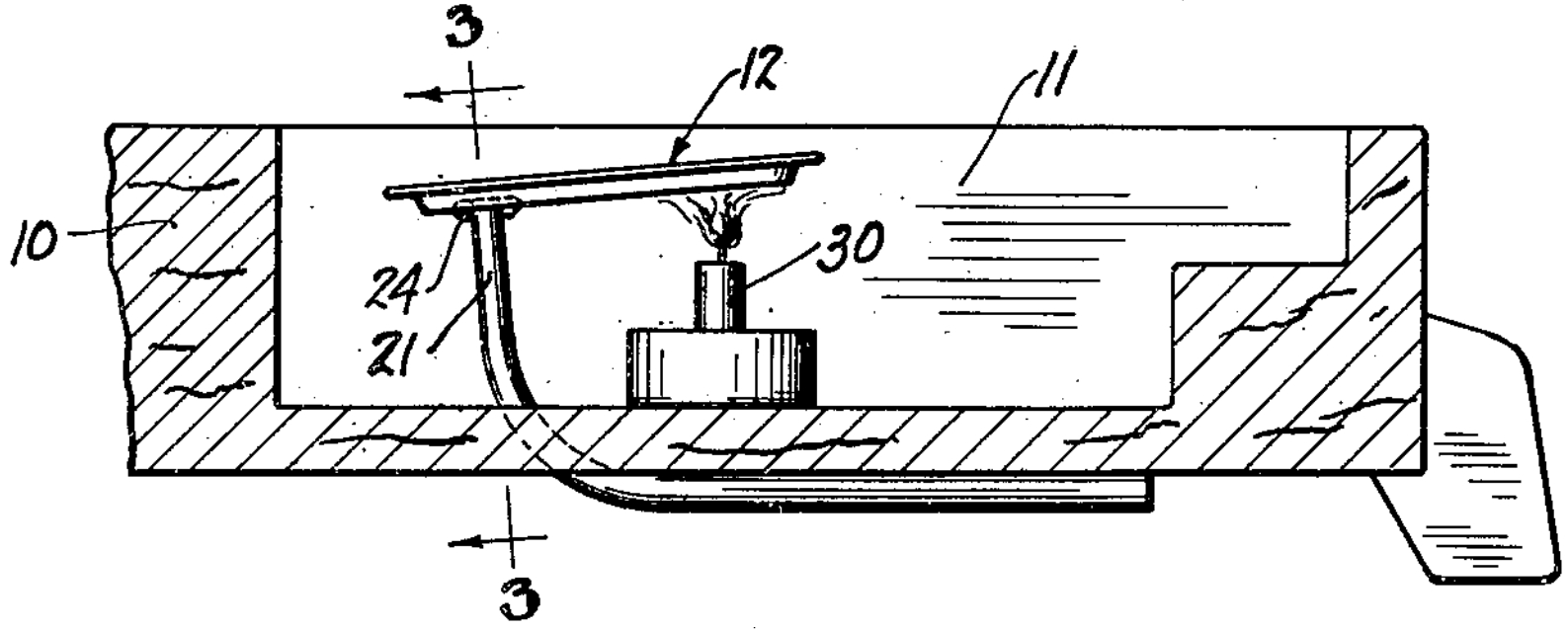
Мембранный котёл из патента Пола Джонса, 1934

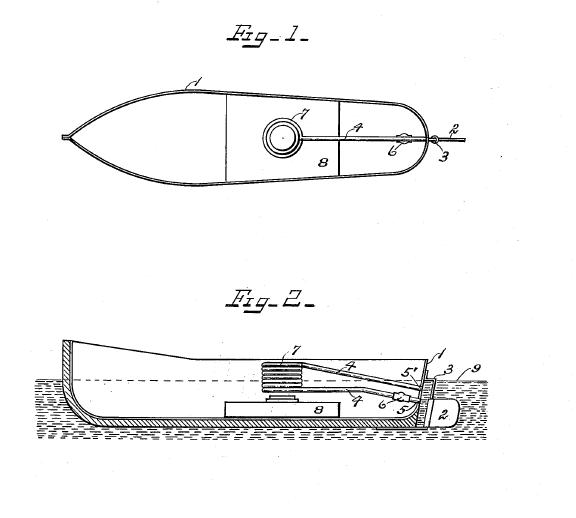
Котёл-змеевик из патента Уильяма Пёрселла, 1920

В 1891 году в Великобритании француз Дезире́ Тома́ Пио́ подал патент на игрушку. Бэзил Харли (1975) заявляет, что подобная лодка была во французском журнале 1880 года, то есть за много лет до патента Пио.
В 1916 американец Чарльз Макхью придумал мембранный двигатель — котёл плоский, с подвижной мембраной сверху. В 1920 Уильям Пёрселл подал заявку на котёл-змеевик. В бойскаутской книге «Wolf Cub Scout Book» предлагалось сделать такую лодку с корпусом из дерева и котлом-змеевиком. Много заводских лодок тоже основаны на змеевике из-за дешевизны такой конструкции.
Второй патент Макхью подал в 1926 году. Это также мембранный двигатель, только сильно переделанный под заводское производство. В 1934 Пол Джонс подал патент на другой мембранный двигатель, который легко массово производить из штампованных деталей.
Пик популярности парореактивных лодок был в 1940-е и 1950-е, дальше жестяные игрушки уступили место пластмассовым. Новый пик популярности случился с полнометражным аниме «Рыбка Поньо на утёсе». Миядзаки любил игрушку, будучи ребёнком. В качестве мерчандайза сделали модель, немаленькую по меркам парореактивной лодки, 15 см в длину.

## Принцип действия

### Общие принципы
Распространённое объяснение — вода попадает в котёл, там кипит и расширяется — некорректно. Один исследователь, заказав стеклянную лодку с большим жёстким котлом, выяснил, что в котле нет жидкой воды, только газ, а пульсация воды идёт где-то в трубах. Другой исследователь, сделавший мембранный котёл с прозрачной мембраной, обнаружил, что кипение собственно в котле незначительно, а выброс воды из труб в котёл если и есть, то на время нарушает работу двигателя.
Лодка хлопает с частотой в несколько герц, простое нагревание-охлаждение рабочего тела не может проходить с такой быстротой — и это собственная частота пружинного маятника; в роли пружины — газ в котле, в роли груза — вода в трубах. Котёл значительно горячее выхлопных труб, и пар, контактируя с холодной мокрой трубой, конденсируется. Газовая пружина сжимается, вода попадает на более горячий участок трубы и снова испаряется. Этот механизм действует в противофазе с пульсацией воды, то есть опережает на 180° по фазе, в то время как для автоколебаний нужно опережение около 90° — но на нагревание воды нужно время, это даёт небольшое запаздывание.
Таким образом, парореактивная лодка гоняет воду туда-сюда то из труб, то в трубы. Такой открытый водяной контур даже в идеальной (невязкой) жидкости даёт тягу: лодка захватывает неподвижную воду и выплёвывает её назад, что, по закону сохранения импульса, приводит к движению вперёд.
КПД такого двигателя чрезвычайно низкий, менее 0,1 процента.

### Дополнительные факторы

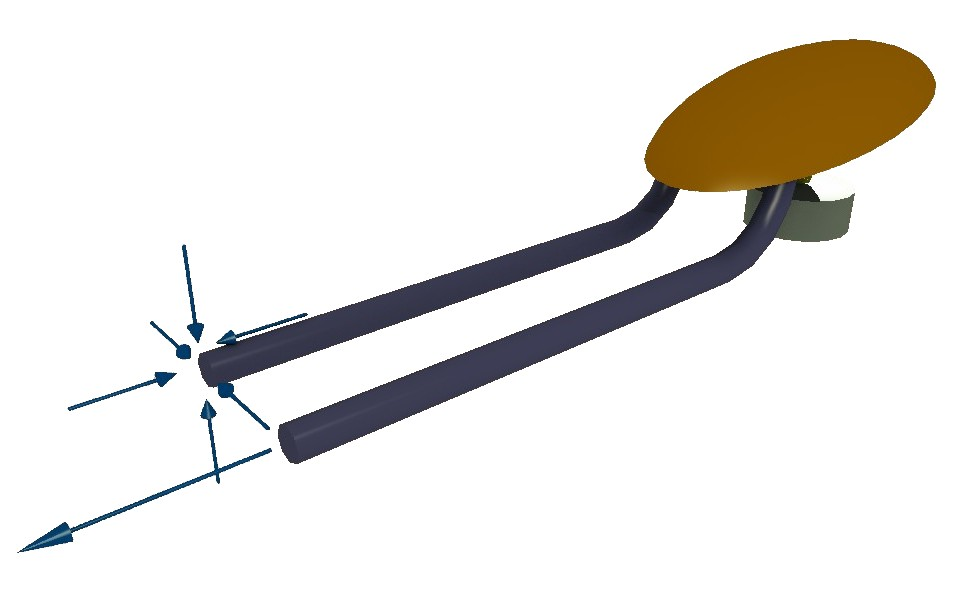
Дополнительный фактор движения лодки — вертушка Фейнмана: вода втекает со всех сторон, а выплёвывается назад. Для наглядности (некорректно) вода втекает в одну трубу и вытекает из другой.

Выхлопных труб две штуки только для удобства — они пульсируют одинаково. Нет такого, что вода втекает в одну трубу и вытекает из другой. Зато котёл с двумя трубами проще заполнять водой.
Как сказано выше, тяга есть и в идеальной жидкости. Свой вклад в тягу делает разное поведение вязкой жидкости около всасывающего и нагнетающего отверстия (см. Вертушка Фейнмана) — вода вытекает из трубы прямо назад, а втягивается в трубу со всех направлений.
По выражению Гордона Рида, парореактивная лодка — «как модель судна на воздушной подушке: сложно сделать нерабочую. Но сделать эффективную — это совсем другой вопрос». Остальные достижения, найденные методом проб и ошибок — например, плоский котёл с подвижной мембраной на нём — поднимают амплитуду колебаний, улучшая испарение-конденсацию — а значит, повышают КПД лодки. У хорошо сделанной лодки пульсация воды идёт на 2⁄3 длины труб, а давления таковы, что мембрану, если таковая есть, сложно вдавить рукой.
Мембранной модели для работы нужна жидкость в котле — она влияет на частоту колебаний. Кипение этой воды незначительно, но при выкипании колебания прекращаются, а котёл может и прогореть.
Работа лодки сильно зависит от того, сколько воздуха осталось в котле. Например, большинство разработчиков парореактивных лодок заметили, что идеал — заполнить половину котла воздухом и половину водой.